# Djalma Campos
Djalma Braume Manuel Abel Campos (kurz Djalma; * 30. Mai 1987 in Luanda) ist ein angolanischer Fußballspieler auf der Position eines Außenstürmers.

## Karriere

### In den Vereinen

#### Bis 2006: Jugendjahre
Djalmas Vater (Abel Campos) war ebenfalls Fußballer und spielte als Mittelfeldspieler unter anderem bei Atlético Petróleos Luanda, Benfica Lissabon und Sporting Braga. Djalma wurde in der angolanischen Hauptstadt Luanda geboren, begann seine Karriere allerdings 2003 in Portugal beim GS Loures. Eine Saison später wechselte er zum FC Alverca und blieb bis zum Sommer 2006, ehe er zu Marítimo Funchal in die erste portugiesische Liga wechselte.

#### 2006–2011: Marítimo Funchal
In seiner ersten Saison spielte Djalma vornehmlich in der B-Mannschaft von Marítimo und wurde erst am 5. Mai 2007, dem 28. Spieltag, zum ersten Einsatz in der Profimannschaft beim 0:0-Unentschieden gegen Académica de Coimbra für 12 Minuten eingesetzt. In der Saison 2007/08 spielte er schon in 15 Partien und erzielte zwei Tore. Das Erste gelang ihm am 23. Dezember 2007, dem 14. Spieltag, beim 2:1-Auswärtssieg gegen União Leiria. Ab der Saison 2008/09 wurde er zum Stammspieler bei Marítimo und bildete eine Saison später mit dem Senegalesen Baba Diawara ein gefährliches Sturm-Dou. Sein letztes Spiel für Marítimo absolvierte er am letzten Spieltag der Saison 2010/11 gegen den FC Porto, ehe er zusammen mit seinen Teamkollegen Kléber zu Porto wechselte.

#### Ab 2011: FC Porto
Am 2. Mai 2011 wurde bekannt gegeben, dass Djalma einen Vertrag beim FC Porto unterschrieben habe. Mit Porto gewann Djalma auch seinen ersten Titel, den portugiesischen Supercup. Allerdings saß er bei diesem Spiel nur auf der Bank. In seiner ersten Saison war er nur Ergänzungsspieler und kam lediglich auf 14 Ligaeinsätze und schoss nur ein Tor am letzten Spieltag beim 5:2-Auswärtssieg gegen den Rio Ave FC, als die Meisterschaft zugunsten des FC Portos schon entschieden war. In der neuen Saison gewann Djalma wieder den Supercup und kam dieses Mal sogar zum Einsatz.

#### 2012/13: Kasımpaşa SK
Zur Saison 2012/13 wird Djalma an den türkischen Erstligaaufsteiger Kasımpaşa Istanbul ausgeliehen.

#### Torku Konyaspor
Für die Saison 2013/14 wurde Campos an den türkischen Erstligisten Torku Konyaspor ausgeliehen. Zum Saisonende lieh ihn Konyaspor für eine weitere Saison aus.

#### Gençlerbirliği Ankara
Nachdem sein Leihvertrag von Konyaspor nicht weiter verlängert wurde und der Verein sich auch die Transferreste con Campos sichern wollte, kehrte er vorerst zum FC Porto zurück. Schließlich wurde er am letzten Tag der Sommertransferperiode vom türkischen Erstligisten Gençlerbirliği Ankara ausgeliehen.

#### PAOK Thessaloniki
Im Sommer 2016 verließe der den FC Porto endgültig und wechselte zu PAOK Thessaloniki. Während seiner Zeit in Griechenland wurde Djalma zweimal griechischer Pokalsieger.

#### Alanyaspor
Zur Saison 2017/18 wechselte er zu Alanyaspor.

### Nationalmannschaft
Djalma ist Spieler der angolanischen Nationalmannschaft und kommt dort seit 2008 regelmäßig zu Einsätzen. Für die Afrikameisterschaft 2010 und 2012 wurde er jeweils in den angolanischen Kader berufen. Sein erstes Tor für die Nationalmannschaft schoss er im Oktober 2009 beim 2:1-Freundschaftsspielsieg gegen Malta.

## Erfolge
Als Klubspieler
- 1 × portugiesischer Meister: 2011/12
- 2 × portugiesischer Supercup: 2011, 2012
- 2 × griechischer Pokalsieger: 2017, 2018

Nationalmannschaft
- 2 × Afrikameisterschaft-Teilnahme: 2010, 2012